# Faverolles-en-Berry
Faverolles fou un antic municipi francès situat al departament de l'Indre i la regió de Centre - Vall del Loira. El 2017 se'n canvià el nom a Faverolles-en-Berry. El 2019 es fusionà amb Villentrois per crear el nou municipi de Villentrois-Faverolles-en-Berry.